# آیزایاه توماس (بازیکن بسکتبال)
آیزایاه توماس (انگلیسی: Isaiah Thomas؛ زادهٔ ۷ فوریهٔ ۱۹۸۹) یک بازیکن بسکتبال اهل ایالات متحده آمریکا است.‍وی در سال ۲۰۱۷ و در ازای انتقال کایری اروینگ به بوستون سلتیکس ، به کلیولند کاوالیرز پیوست. از باشگاه‌هایی که در آن بازی کرده‌است می‌توان به ساکرامنتو کینگز، فینیکس سانز، بوستون سلتیکس، کلیولند کاوالیرز و لس آنجلس لیکرز اشاره کرد.